# Geza, príncipe real húngaro
Geza (1151-1210) fue un príncipe real húngaro de la Casa de Árpad, hijo del rey Géza II de Hungría y su reina consorte Eufrosina de Kiev. Geza fue un pretendiente de la corona húngara frente a su hermano mayor el rey Béla III de Hungría. Posteriormente participó en la tercera cruzada con un contingente de cerca de 2000 soldados húngaros.

## Biografía
El príncipe Géza nació en 1151, como el cuarto hijo del rey Géza II de Hungría y Eufrosina de Kiev. Luego de una serie de conflictos sucesorios tras la muerte del rey Géza, el hijo mayor de Eufrosina, fue coronado como Esteban III de Hungría. Esteban desplazó y venció a sus dos tíos Ladislao II y Esteban IV de Hungría, quienes llegaron a tomar el control por un breve período antes de ser asesinados. De esta manera Esteban III continuó la guerra de su padre fallecido contra el emperador bizantino Manuel I Comneno, hasta que llegaron a la resolución de que se establecería la paz y su hermano menor, Bela, el hermano mayor del príncipe Geza sería enviado a Constantinopla para criarse en al corte del emperador. De esta forma se marchó el joven en 1163 dejando al rey Esteban y a Geza en el reino junto con la reina madre Eufrosina.
Tras la muerte de Esteban III en 1172 Bela se apresuró a regresar de Constantinopla para asumir el trono, antes de que el príncipe Geza se le adelantase. Pronto fue coronado como Bela III, lo cual no fue bien visto por la reina madre Eufrosina, que prefería al joven Geza en el trono. Luego de enterarse de esto Bela III apresó a su madre y hermano, pero el joven Geza logró escaparse de la prisión y huir hacia el duque Leopoldo V de Austria, el cual se lo entregó a Bela III.[cita requerida] Un año después consiguió escaparse nuevamente, pero en esa oportunidad huyó a Bohemia, sin embargo el rey Sobeslav I también lo entregó a Bela III y estuvo encerrado entre 1177 y 1189.
En 1189 luego de la llegada a Hungría del emperador germánico Federico I Barbarroja, quien viajaba a luchar en una cruzada, el monarca pidió que el príncipe Geza lo acompañase en su misión, y de esta manera, Bela III le otorgó su permiso para ír, y le entregó un contingente de 2000 soldados húngaros.
Si bien luego del fracaso de la cruzada Bela III ordenó el regreso de los soldados, Geza eventualmente permaneció en Bizancio y tomó por esposa a una noble local entre 1190 y 1191. Se estima que Geza murió cerca de 1210, aunque en realidad se desconoce.